# Jan Wegereef
Jan Willem Wegereef (né le 17 janvier 1962 à Rijssen) est un arbitre de football néerlandais. Il est connu pour avoir arbitré le match Sénégal-Uruguay (3-3) à la Coupe du monde 2002.

## Carrière
Il a officié dans quelques compétitions majeures :
- Coupe du monde de football des moins de 20 ans 1999 (2 matchs)
- Coupe du monde de football 2002 (1 match)
- Coupe des Pays-Bas de football 2008-2009 (finale)